# 単体規定
単体規定（たんたいきてい）とは、建築基準法によって定められた各種の規定のうち、その建築物自身にかかわるとされる規定の総称。

## 概略
建築基準法は、建築物に関して幅広い規定を設けている。その規定の中には、建築物自身の安全や衛生について規定されている条文と、その建築物と都市との関係について規定されている条文がある。このうち、前者が単体規定である（後者を集団規定と呼ぶ）。
法令上で定義された正確な用語ではないが、建築関連法規の中で広く使われている。
単体規定に属する規定は、その影響が基本的に建物の中やすぐ外側に限定され、敷地の外に影響を与えないものである（ただし、構造強度については、倒壊時に隣接する敷地や接する道路に影響を与える）。従って、規定の影響を受けるのは建築物を直接使用する人に限られる。不特定多数の利用を想定していない建築物、特に個人住宅のように建築主自身が自己の費用で建築し、利用し、管理する建築物の場合、一定程度は自己責任で使用すべきとされ、単体規定は（不特定多数が利用する場合よりも）軽いものとなっている。
なお、延焼を防止する規定は、一見すると敷地外に影響を与えるように見えるが、建築基準法においては、周囲にいかなる建築物（ただし適法であることが前提）が建築されても、自己の敷地に建てられた建築物が影響を受けないよう、防御するための規定となっており、隣接地への影響を考慮する規定にはなっていない。このため、純然たる単体規定と言える。

## 単体規定の内容
単体規定としてあげられる主な内容として、下記のようなものがある。
- 構造強度に関する規定
- 採光、通風などに関する規定
- 防火、避難に関する規定
- 室内空気環境に関する規定（俗に言うシックハウス関連規定）
- その他、安全性に関する規定（階段の寸法、手すりの高さ、延焼防止などについての規定）